# Мединасели, Хуан де ла Серда-и-Арагон
Хуан де ла Серда-и-Арагон (исп. Juan de la Cerda y Aragón; 19 мая 1569, Когольюдо — 24 ноября 1607, Мадрид), 6-й герцог де Мединасели — испанский придворный и дипломат, гранд Испании.

## Биография
Единственный сын Хуана Луиса де ла Серда, 5-го герцога Мединасели, и Изабеллы де Арагон.
5-й маркиз де Когольюдо, 6-й граф дель Пуэрто-де-Санта-Мария. Наследовал отцу в 1594 году.
Племянник герцога Лермы, фаворита Филиппа III, женатого на его тетке, Каталине де ла Серда; как и другие члены семьи, действовал в русле политики временщика. Дабы воспрепятствовать внешним влияниям на монарха, был назначен палатным дворянином Его Величества, и контролировал доступ к королевским покоям.
После восшествия на престол Филипп III в сопровождении королевы Маргариты Австрийской почтил владения герцога четырехдневным визитом, в том числе посетив замок в Мединасели.
Пожалован Филиппом III в рыцари ордена Золотого руна. Получил орденскую цепь 28 октября 1599 в Мадриде в присутствии короля и видных членов ордена.
По случаю смерти императрицы Марии, сестры короля Филиппа II, был направлен чрезвычайным послом в Прагу к ее сыну императору Рудольфу II.

## Семья
1-я жена: Ана де Куэва, дочь Габриэля де Куэвы, герцога де Альбукерке, и Хуаны де ла Лама, второй жены его отца
Дочь:
- Хуана де ла Серда. Муж: Антонио де Арагон-и-Монкада, 6-й герцог де Монтальто

2-й брак (1606): Антония де Толедо (ум. 1625), дочь Гомеса Давилы, 2-го маркиза де Велада, и Аны де Толедо
Сын:
- Антонио Хуан Луис де ла Серда (1607—1671), 7-й герцог де Мединасели. Жена (1625): Ана Мария Луиса Энрикес де Рибера Портокарреро (1613—1645)